# Sinaitakala Fakafanua
Sinaitakala Fakafanua (nome completo Sinaitakala Tuʻimatamoana ʻi Fanakavakilangi; Nukuʻalofa, 20 marzo 1987) è la principessa della Corona delle Tonga dal 2012, in quanto moglie di Tupoutoʻa ʻUlukalala.

## Biografia

### Famiglia e carriera

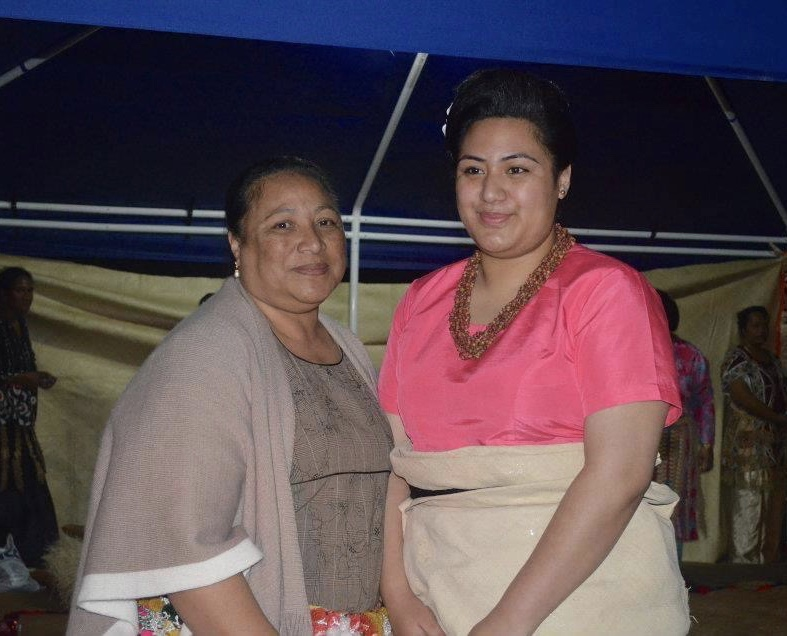
Sinaitakala con sua madre

Sinaitakala è nata nel 1987 a Nukuʻalofa, figlia di Tutoatasi e della principessa Sinaitakala ʻOfeina ʻe he Langi Tukuʻaho (1953). Ha due fratelli: Fatafehi e Fakaola.
Attraverso sua madre, nipote abiatica di Salote Tupou III, è un membro della famiglia reale e al momento del suo matrimonio era 26ª in linea di successione. Il 20 gennaio 2012 si tenne all'Observatory Hotel di Sydney una cerimonia per il suo fidanzamento con Tupoutoʻa ʻUlukalala.
Era un'insegnante al Queen Salote College, istituto che lasciò il 22 giugno in vista del matrimonio con il principe ereditario.

### Matrimonio

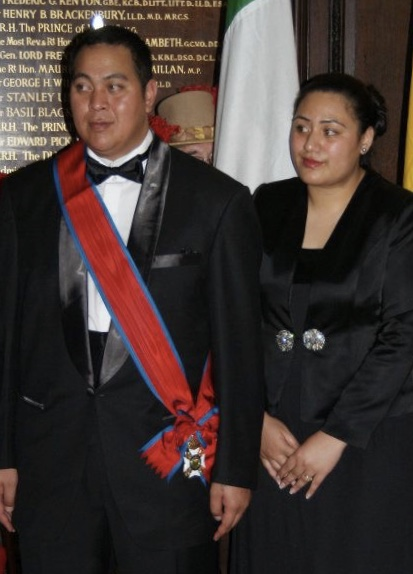
La coppia fotografata nel 2012

Si sposò nella Chiesa del Centenario a Nukuʻalofa il 12 luglio del 2012. Con le nozze divenne la prima donna a sposare un erede al trono tongano da 65 anni.
Il matrimonio con Tupoutoʻa ʻUlukalala causò non poche polemiche a Tonga, essendo i due doppi cugini di secondo grado; i suoi genitori infatti, sono entrambi primi cugini del padre di Tupoutoʻa:
- La nonna paterna di Sinaitakala, Kalolaine Ahome'e, era sorella della regina madre Halaevalu Mata'Aho 'Ahome'e, nonna paterna di Tupoutoʻa.
- Il nonno materno di Sinaitakala, Sione Ngū Manumataongo, era fratello del re Tāufaʻāhau Tupou IV, nonno paterno di Tupoutoʻa.

### Attività

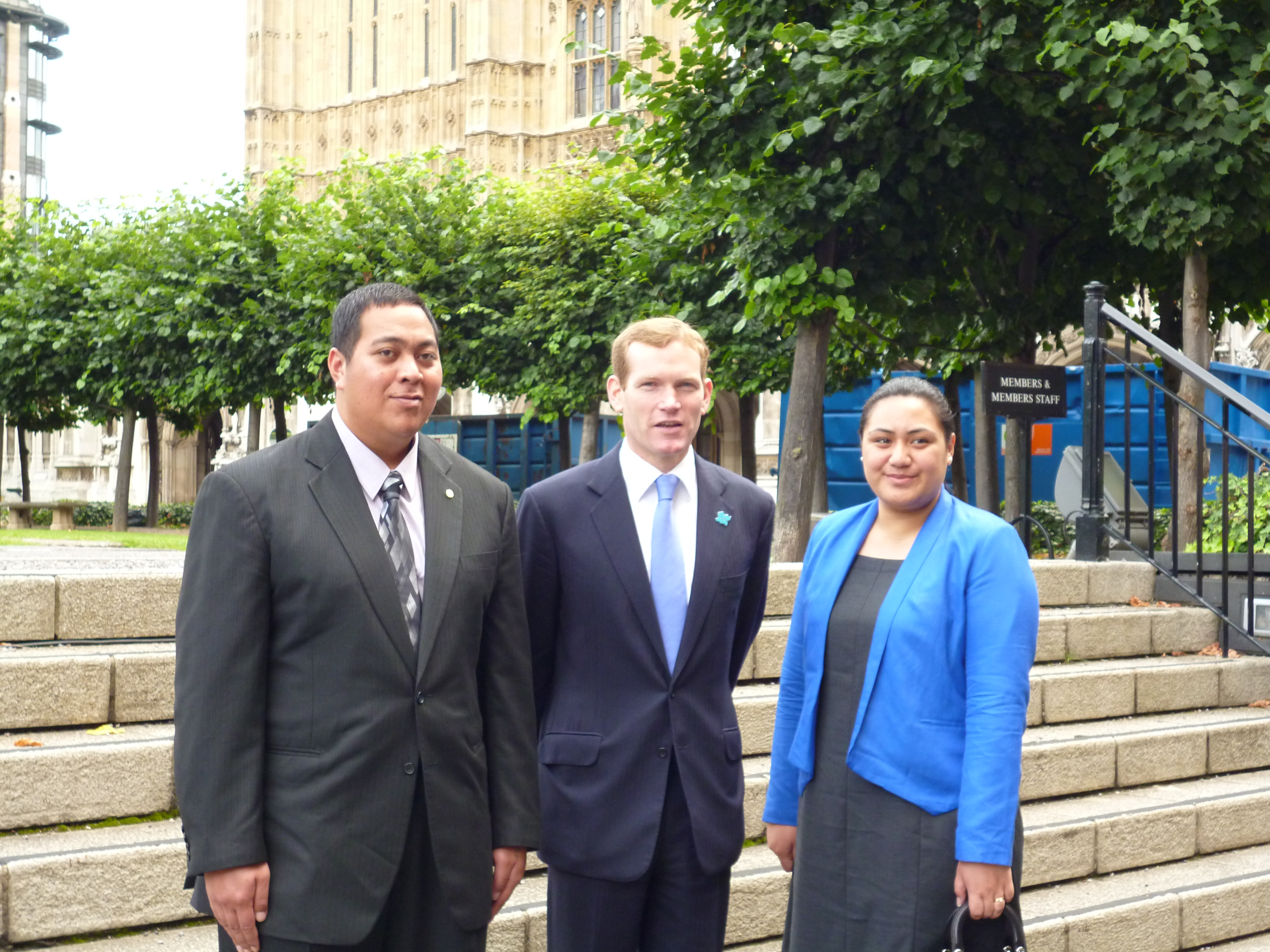
Tupoutoʻa e Sinaitakala con il politico britannico Jeremy Browne nel 2012

Il 31 gennaio 2017 lanciò la campagna  "Read with your Child" come parte del programma Pacific Early Age Readiness and Learning (PEARL), incoraggiando le famiglie a leggere con i propri bambini ogni giorno per dieci minuti. Tonga divenne il primo paese del Pacifico coinvolto in quest'iniziativa.

## Discendenza
Sinaitakala Fakafanua e Tupoutoʻa ʻUlukalala hanno un figlio e tre figlie:
- Principe Taufaʻahau Manumataongo (2013);
- Principessa Halaevalu Mataʻaho (2014);
- Principessa Nanasipauʻu Eliana  (2018);
- Principessa Salote Mafile’o Pilolevu (2021).

## Titoli e trattamento
- 20 marzo 1987 - 12 luglio 2012: Onorevole Sinaitakala Fakafanua
- 12 luglio 2012 - attuale: Sua Altezza Reale, la principessa della Corona delle Tonga

## Ascendenza
|                                          |                         |                                      | Genitori                             |  |  | Nonni |  |  | Bisnonni                      |  |  | Trisnonni                |  |
|                                          |                         |                                      |                                      |  |  |       |  |  | Kinikinilau Kisione Fakafanua |  |  | Timote Fangupo Fakafanua |  |
|                                          |                         |                                      |                                      |  |  |       |  |  | Kinikinilau Kisione Fakafanua |  |  | Timote Fangupo Fakafanua |  |
|                                          |                         | Ana Manakovikafoʻou Fusifusi Vahaiʻi |                                      |  |  |       |  |  | Kinikinilau Kisione Fakafanua |  |  |                          |  |
| Kinikinilau Leleaʻafafine Fakafanua      |                         |                                      |                                      |  |  |       |  |  | Kinikinilau Kisione Fakafanua |  |  |                          |  |
|                                          |                         | ʻAlakihihifo Namoa Vahaʻi            | Vahaʻi Vilisoni Fahitaha Namoa       |  |  |       |  |  |                               |  |  |                          |  |
|                                          |                         | ʻAlakihihifo Namoa Vahaʻi            | Vahaʻi Vilisoni Fahitaha Namoa       |  |  |       |  |  |                               |  |  |                          |  |
|                                          |                         | ʻAlakihihifo Namoa Vahaʻi            | Kalisi ʻUatesoni                     |  |  |       |  |  |                               |  |  |                          |  |
| Tutoatasi Fakafanua                      |                         | ʻAlakihihifo Namoa Vahaʻi            |                                      |  |  |       |  |  |                               |  |  |                          |  |
|                                          |                         | Tēvita Manuopangai ʻAhomeʻe          | Solomone Piutau ʻOtukolo ʻAhomeʻe    |  |  |       |  |  |                               |  |  |                          |  |
|                                          |                         | Tēvita Manuopangai ʻAhomeʻe          | Solomone Piutau ʻOtukolo ʻAhomeʻe    |  |  |       |  |  |                               |  |  |                          |  |
|                                          |                         | Tēvita Manuopangai ʻAhomeʻe          | Amelia Moʻungaʻaelangi Maealiuaki    |  |  |       |  |  |                               |  |  |                          |  |
| Kalolaine Taukapa Lataʻifalefehi Ahomeʻe |                         | Tēvita Manuopangai ʻAhomeʻe          |                                      |  |  |       |  |  |                               |  |  |                          |  |
|                                          |                         | Heuʻifanga Veikune                   | Fotu ʻa Falefā Veikune               |  |  |       |  |  |                               |  |  |                          |  |
|                                          |                         | Heuʻifanga Veikune                   | Fotu ʻa Falefā Veikune               |  |  |       |  |  |                               |  |  |                          |  |
|                                          |                         | Heuʻifanga Veikune                   | Vāhoi ʻAtaongo                       |  |  |       |  |  |                               |  |  |                          |  |
| Sinaitakala Fakafanua                    |                         | Heuʻifanga Veikune                   |                                      |  |  |       |  |  |                               |  |  |                          |  |
|                                          | Viliami Tungī Mailefihi | Siaosi Tukuʻaho                      |                                      |  |  |       |  |  |                               |  |  |                          |  |
|                                          | Viliami Tungī Mailefihi | Siaosi Tukuʻaho                      |                                      |  |  |       |  |  |                               |  |  |                          |  |
|                                          | Viliami Tungī Mailefihi | Mele Siuʻilikutapu                   |                                      |  |  |       |  |  |                               |  |  |                          |  |
| Fatafehi Tuʻipelehake                    | Viliami Tungī Mailefihi |                                      |                                      |  |  |       |  |  |                               |  |  |                          |  |
|                                          |                         | Salote Tupou III                     | George Tupou II                      |  |  |       |  |  |                               |  |  |                          |  |
|                                          |                         | Salote Tupou III                     | George Tupou II                      |  |  |       |  |  |                               |  |  |                          |  |
|                                          |                         | Salote Tupou III                     | Lavinia Veiongo                      |  |  |       |  |  |                               |  |  |                          |  |
| Sinaitakala ʻOfeina ʻe he Langi Tukuʻaho |                         | Salote Tupou III                     |                                      |  |  |       |  |  |                               |  |  |                          |  |
|                                          |                         | ʻInoke Matafonuafotu Veikune         | Siosateki Tonga Veikune              |  |  |       |  |  |                               |  |  |                          |  |
|                                          |                         | ʻInoke Matafonuafotu Veikune         | Siosateki Tonga Veikune              |  |  |       |  |  |                               |  |  |                          |  |
|                                          |                         | ʻInoke Matafonuafotu Veikune         | Ana Manakovikafoʻou Fusifusi Vahaiʻi |  |  |       |  |  |                               |  |  |                          |  |
| Melenaite Tupoumoheofo Veikune           |                         | ʻInoke Matafonuafotu Veikune         |                                      |  |  |       |  |  |                               |  |  |                          |  |
|                                          |                         | Lavinia Veiongo Fotofili             | Siosiua Fotofili                     |  |  |       |  |  |                               |  |  |                          |  |
|                                          |                         | Lavinia Veiongo Fotofili             | Siosiua Fotofili                     |  |  |       |  |  |                               |  |  |                          |  |
|                                          |                         | Lavinia Veiongo Fotofili             | Amelia Leafaʻitulangi Kalaniuvalu    |  |  |       |  |  |                               |  |  |                          |  |
|                                          |                         | Lavinia Veiongo Fotofili             |                                      |  |  |       |  |  |                               |  |  |                          |  |